# Cobra de Sumatra
Naja sumatrana
Pour les articles homonymes, voir Cobra cracheur.
Espèce
Synonymes
- Naja tripudians var. sumatrana Müller, 1890
- Naja tripudians var. nigra Peters, 1859
- Naia tripudians var leucodira Boulenger, 1896
- Naia tripudians var. miolepis Boulenger, 1896
- Naja tripudians paucisquamis Peracca, 1899
- Naja sputatrix malayae Deraniyagala, 1961

Statut de conservation UICN

 LC  : Préoccupation mineure
Statut CITES
Naja sumatrana , le Cobra de Sumatra, est une espèce de serpents de la famille des Elapidae.
C'est un serpent très venimeux.

## Répartition
Cette espèce se rencontre en Thaïlande, en Malaisie, à Singapour, aux Philippines et en Indonésie à Sumatra, à Bangka, à Belitung et au Kalimantan.

## Habitat
Ce serpent vit principalement dans des régions boisées des zones résidentielles et des villes dans de nombreuses régions d'Asie du Sud-Est.

## Description
Naja sumatrana mesure jusqu'à 1,60 m. Il existe deux variétés de couleurs : une jaune dorée, généralement rencontrée en Thaïlande, et une noire que l'on trouve dans la péninsule de Malaisie et à Singapour.
Cette espèce se nourrit principalement de rats et de grenouilles.

## Venin
Cette espèce est très venimeuse. Quoique de nature peu agressive, elle peut cracher avec une grande précision un venin neurotoxique très violent qui, projeté dans les yeux peut causer une cécité temporaire. Par ailleurs sa morsure peut être fatale.
Il ne faut pourtant pas paniquer et relativiser le danger en notant qu'en cas d'atteinte oculaire par un crachat, il faut laver très abondement les yeux ; qu'il existe en cas de morsure un sérum anti-venimeux efficace ; et que par exemple, en Thaïlande, on ne compte qu'une soixantaine de décès par an par morsure de serpents (pour 60 millions d'habitants et des millions de touristes) alors qu'il y a dans le même temps près de 25 000 morts d'accident de la route, soit 67 morts par jour,...

## Publication originale
- Müller, "1887" 1890 : Fünfter Nachtrag zum Katalog der herpetologischen Sammlung des Basler Museums. Verhandlungen der Naturforschenden Gesellschaft in Basel, vol. 8, p. 249-296 (texte intégral).